# Esquadrilla Blava
Esquadrilla Blava fou el nom que va rebre el grup de pilots voluntaris de l'Exèrcit de l'Aire Espanyol que durant la Segona Guerra Mundial van combatre al costat de la Luftwaffe de l'Alemanya Nazi en el Front Rus com a contrapartida a l'ajuda dels alemanys amb la seva Legió Còndor, durant la Guerra Civil Espanyola, al denominat bàndol nacional.

## Desenvolupament
En la Luftwaffe se'ls va denominar amb el nom de 15. Spanische Staffel, agregades a la 27a Ala de Caça (JG 27), unitat d'elit al comandament de Wolfram von Richthofen (antic cap de la Legió Còndor en la Guerra Civil Espanyola). En realitat no va ser una sola esquadrilla, sinó que van ser cinc esquadrilles que es van anar rellevant entre 1941 i 1944, cada sis mesos aproximadament, per combatre en el front rus. El seu emblema estava basat en el de la Patrulla Blava de Joaquín García-Morato, capdavantera de l'aviació de caça nacional durant la Guerra Civil Espanyola.
| « | En el morro dels Messerschmitt Bf 109 de la 1a Esquadrilla, els mecànics van pintar l'emblema del grup de caça de García Morato, acompanyat ara per un número dos romà (II), en el cas de la 1a Esquadrilla (indicant amb això la segona lluita dels membres de la famosa unitat contra el comunisme); per la Creu de Santiago, en la 2a; muntat sobre la creu alemanya que identificava als avions de la Luftwaffe, en la 3a; superposat sobre el símbol de la caça alemanya (la fletxa alada, envoltada per una corona de llorers) en la 4a; i amb un número cinc romà (V) en la 5aª, col·locat en la mateixa posició que la II de la 1a. | » |

Quan el govern franquista decideix enviar a la invasió de la Unió Soviètica una força expedicionària de voluntaris, l'anomenada Unitat de Voluntaris Espanyols o Divisió Blava, decideix que el contingent terrestre es completés amb un component aeri d'una Esquadrilla de Caça.
L'Exèrcit de l'Aire espanyol estava en nombrosos aspectes millor preparat que la resta de l'Exèrcit per incorporar-se a l'exèrcit alemany, ja que molts dels seus pilots havien volat al costat dels seus camarades alemanys de la Legió Còndor en 1936-39 i coneixien les tàctiques i les havien portat a la pràctica en innombrables ocasions. Alguns pilots ja havien volat en els avions que els anaven a ser lliurats. L'aviació espanyola esperava recollir coneixements i formació en formar part de la Luftwaffe, i per aquest motiu es van constituir relleus per als pilots i el personal expedicionari quan s'hagués completat un període de tan sols sis mesos d'estada en el front.

## Descripció

### 1a. Esquadrilla Blava
- Comandant Ángel Salas Larrazábal
- Composta per 17 pilots.
- Durant la seva estada a Rússia, va efectuar 422 missions de combat, amb protecció de bombarders (particularment en la "Bossa de Viasma") i caça lliure. Van participar en 94 combats aeris abatent 14 avions. Les seves baixes van sumar 5 oficials (Cmt. Muñoz, Capità Aristides García López i els Tts. Alcocer, Ruibal i Bartolomé) a més de diversos soldats de terra.

Constituïda oficialment el 14 de juliol de 1941 a Madrid. Després de travessar la frontera francesa arriba a Alemanya el 27 de juliol. Formaven el Graó de Vol a més del Comandant, el seu segon, el Cmt. José Muñoz-Jiménez: tres capitans i dotze tinents, tots ells veterans de la Guerra Civil. Mana el Graó de Terra el germà del Cmt. Ramón Salas Larrazábal. L'Esquadrilla va ser destinada a la Jagdfliegerschule 1 de Werneuchen, prop de Berlín. Durant la seva estada de dos mesos, es va procedir a la instrucció dels pilots espanyols, cosa que no va agradar gaire atès que tots eren veterans de la Guerra Civil Espanyola.
El 5 de setembre, l'Esquadrilla rep els seus primers avions de combat, dotze Messerschmitt Bf 109I-7/B. L'Esquadrilla parteix cap al front, el seu aeròdrom de destinació és Minsk, i d'allí passen a Smolensk primer i finalment al seu aeròdrom d'operacions: Moschna, al NE de Smolensk.
S'incorpora al Front Rus el 24 de setembre de 1941, integrada en la JG-27 (Ala de caça 27). L'Esquadrilla Blava era la "15 Spanische Staffel", JG-27 del VIII Fliegerkorps, Luftflotte 2. Els avions emprats eren Messerschmitt Bf 109I (I-4, I-7) als quals al desembre es van sumar alguns més moderns EM Bf 109F (F-2 i F-4). L'Esquadrilla va quedar llista per participar en l'assalt alemany sobre Moscou, conegut com a "Operació Taifun" (Tifó). La primera missió es va realitzar el 2 d'octubre, coincidint amb l'inici d'aquesta operació.
En la seva segona sortida de combat, mor en accident el Tinent Luis Alcocer Moreno-Abella, veterà de la Guerra Civil i As amb 5 abatiments, i que era fill de l'Alcalde de Madrid Alberto Alcocer y Ribacoba, i nebot del General d'Aviació (mort uns mesos abans) Luis Moreno Abella Gil de Borja, Marquès de Borja, un dels pioners de l'Aviació Militar Espanyola. Alcocer esdevé la primera baixa de les Esquadrilles Blaves.
Al novembre desapareixen en acció dos veterans pilots de la Guerra Civil Espanyola: el Comandant José Muñoz Jiménez-Millás, que havia estat designat per al comandament de la 2a. esquadrilla, i el Capità Aristides García López Rengel un As de la Guerra Civil Espanyola amb 17 avions abatuts. L'abril del 1942, l'esquadrilla torna a Espanya, deixant a Rússia 5 pilots morts.
La 1a. Esquadrilla Blava va operar des de nombroses bases: Moschina, al S.O. de Smolensk, Bllelov, en el front de Moscou, Kalinin, Staritz, Staritza, Rudsa (a 80 km de Moscou), Klin, Duguino i Vítsiebks, fins al seu relleu, el 7 d'abril de 1942. Les primeres missions de l'Esquadrilla van ser de suport aeri proper, ja que la versió I7-B del Bf 109 era caça bombarder, sobre la bossa formada en la batalla de Vyazma-Briansk.
Posteriorment l'Esquadrilla passaria a realitzar principalment labors de protecció als bombarders alemanys i de caça lliure. A més d'utilitzar els seus Messerschmitt, alguns pilots van emprar els Henschel Hs 123 d'una unitat alemanya que operava al costat d'ells, la I (Schl.)/LG 2, que van manllevar per realitzar algunes missions d'atac al sòl.

### 2a. Esquadrilla Blava
- Comandant Julio Salvador i Díez-Benjumea.
- Composta per 19 pilots.
- Van participar en 1.312 missions de vol i en 117 combats aeris, abatent 13 avions. Es van comptabilitzar tres baixes (2 oficials i un soldat).

Va ser constituïda el 6 de febrer de 1942 a Morón, i fins al 2 de març reben instrucció en aquesta base i en la de Tablada. El 8 de juny l'Esquadrilla arriba a la seva base d'operacions en l'aeròdrom d'Orel-Oest, el qual es troba just enmig del flanc sud del Grup d'Exèrcits Centre i el flanc nord del Grup d'Exèrcits Sud. Ara l'Esquadrilla queda agregada al JG-51 "Mölders", com 15/JG 51. La unitat rep avions Messerschmitt Bf 109F-2 i se li assigna un avió Junkers Dj. 52/3m que feia el recorregut Berlín-Esquadrilla-Divisió actuant d'enllaç i avió correu.
En un primer moment la 2a Esquadrilla aconsegueix 6 abatiments confirmats (i 4 més probables), distingint-se el Capità Esparver en combat i tenint la seva primera baixa, el Capità Noriega. En aconseguir l'ofensiva alemanya el riu Don Voroznezh, l'ofensiva es dirigeix a l'ES, cap a Stalingrad, lluny per tant de la base assignada als espanyols. Aquest desplaçament del combat es traduiria en mínimes ocasions d'abatre aparells enemics en els mesos següents, morint en accident mecànic l'Alferes Navarro i el Cap Mecànic Zaro.
La 2a. Esquadrilla torna del Front Rus al novembre de 1942.

### 3a. Esquadrilla Blava
- Comandant Carlos Ferrándiz Arjonilla.
- Composta per 19 pilots.
- Participen en 1.716 missions de vol, realitzant 112 combats i abatent 62 avions. La xifra d'abatiments és considerablement major que les anteriors, perquè ja és notable la recuperació de l'aviació soviètica. Les 1a i 2a amb prou feines van tenir oposició aèria. En tornar a Espanya havia perdut 5 pilots.

L'1 de setembre de 1942 queda constituïda la 3a. Esquadrilla Expedicionària. La seva instrucció comença el dia 17 en Tablada (Sevilla). El 23 d'octubre la 1a i la 2a Patrulles parteixen cap a la base d'instrucció avançada de caça de Saint Jean d'Angely, a 50 km al sud de la Rochelle. La instrucció allí va durar una mica menys d'un mes, temps durant el qual es va volar en Bf 109F i G, Ar 96, Fw 56, Heinkel He 45 i avionetes Klemm Kl 35, finalitzant l'11 de novembre.
L'1 de desembre comença el seu servei actiu a la base d'Orel, amb els avions que anteriorment havien servit amb la 2a. Esquadrilla, encara que posteriorment rebran alguns Bf 109F-4. Atès que només s'havien incorporat dos terços de la seva plantilla nominal de pilots, 7 aviadors de la 2a. Esquadrilla romandrien agregats a la nova unitat fins a l'arribada de la resta del contingent al capdavant.
L'esquadrilla continua amb els Messerschmitt EM Bf 109F2, però completada amb alguns G4. El front està bastant actiu l'hivern de 1942-43 i així el 27 de gener són abatuts 7 avions enemics, entre el 22 i el 24 de febrer 11 més, i entre el 7 i el 10 de març altres 7.
A mitjan març, els intensos bombardejos continuats de l'aviació soviètica sobre la base d'Orel van deixar pràcticament sense aparells a l'Esquadrilla. Atès que els aparells supervivents ja començaven a acusar l'intens desgast, es decideix equipar a la unitat amb avions Fw 190, en versions A-2 i A-3. En comptes d'enviar a l'Esquadrilla a rereguarda per iniciar la conversió al nou aparell, com era costum, es va optar per enviar un pilot a l'esquadrilla de plana major del JG-51. El pilot escollit va ser Gonzalo Hevia, que en aquest moment tenia 5 abatiments confirmats i parlava alemany.
El 21 d'abril de 1943 els pilots podran comptar amb alguns Fw 190A-4, amb tren d'aterratge modificat per millorar l'estabilitat en terra gelada. El potent armament dels Focke-Wulf permetrà que en els 403 combats s'anotin l'abatiment de 16 avions enemics. La 2a. Esquadrilla és compromesa per donar suport a la retirada alemanya del sortint de Rhzev. Es comença a volar amb els nous avions el dia 25, i a més una Patrulla es va traslladar a Smolensk. En els dos mesos següents, fins a ser rellevats per la 4a. Esquadrilla, s'abaten 29 avions enemics més (cal assenyalar que només va haver-hi combats durant 6 dies).

### 4a. Esquadrilla Blava
- Comandant Mariano Cuadra Medina.
- Composta per 20 pilots.
- Participen en 1.918 missions de vol, entaulant 277 combats aeris i abatent 74 avions, principalment en les diferents operacions que s'inscriuen en l'Operació Ciutadella. En retirar-se del front el gener de 1944, havia perdut a 7 pilots (quatre oficials morts i tres desapareguts), als quals cal afegir tres ferits greus, la qual cosa suposa un 50% de baixes. La 4a. esquadrilla diversifica i multiplica les seves missions, particularment en atacs a terra, cobrint la retirada alemanya de Khàrkiv. Sens dubte és l'esquadrilla més activa, rebent set dels seus components la medalla militar individual.

Es constitueix en Alcalá de Henares el 2 d'abril de 1943, base en la qual es va completar un mes d'instrucció. Després d'aquest període van ser destinats a la base aèria de Colomiers, propera a Tolosa de Llenguadoc, el 18 de maig parteix del contingent nominal de pilots. Darrere l'altre mes d'instrucció a la base alemanya, el 15 de juny parteixen cap al front parteix dels seus efectius.
Igual que va ocórrer amb la 3a. Esquadrilla, la incorporació dels pilots al capdavant es va realitzar de manera gradual, per la qual cosa 4 pilots de l'anterior esquadrilla van quedar agregats fins a l'arribada de l'última Patrulla de l'est nou relleu. Una altra novetat va ser la introducció d'un altre Dj. 52 d'enllaç, matrícula CJAC, per substituir l'anterior durant les inspeccions tècniques i per coordinar millor els llargs vols Madrid-Berlín.
S'incorpora al capdavant el 5 de juliol de 1943, just a l'inici de l'Operació Ciutadella, l'ofensiva d'estiu alemanya a Kursk. És enquadrada en el JG-51, en el VIII Fliegerkorps, de la Luftflotte 4. Empren els Focke-Wulf Fw 190 G i A-8, però les baixes eren reposades amb Messerschmitt Bf 109G-6.
Per la seva condició '"inexperts" en el front, els pilots espanyols van ser assignats a bases relativament allunyades del sortint de Kursk: una patrulla a Briansk (la més propera al sortint de Kursk), una altra a Vítsiebsk i la restant a Seschtshinskaja. Malgrat tot, el primer abatiment de l'esquadrilla arribaria aviat, el 7 de juliol, en aconseguir abatre un Làvotxkin en combat desigual: 2 Fw 190 espanyols enfront de 9 La-5 soviètics.
Durant agost, el contraatac soviètic va ser especialment intens a la zona central del front, sobre els sortints d'Orel i Khàrkiv. Precisament la zona propera a Orel era l'encarregada a defensar pels pilots espanyols. Al llarg del mes, en els intensos combats de la posteriorment coneguda Batalla d'Orel, s'aconsegueix el major nombre de victòries en un només mes fins avui: 43 avions enemics destruïts. A canvi, 2 pilots de la 3a. Patrulla que acabaven d'incorporar-se en aquest mateix mes van ser baixa.
Al setembre, les línies alemanyes no tenen més remei que retrocedir davant l'embranzida soviètica, i l'Esquadrilla Blava amb ells. Primer a Smolensk, després a Orsha i finalment a Stara-Bychow, conformen els canvis d'aeròdrom realitzats en aquest mes. El front finalment s'estabilitza a l'octubre, i l'arribada de l'hivern paralitza la gran majoria de les operacions aèries.
El 25 de novembre l'Esquadrilla es trasllada definitivament a Bobruisk
en Belarús, des d'on realitzarà les seves últimes missions fins a ser rellevada per la 5a Esquadrilla Blava.

### 5a. Esquadrilla Blava
- Comandant Javier Murcia Rubio.
- Composta per 20 pilots i enquadrada en el mateix Grup de Caça que la 4a., el JG-51 (JadgGeschwader núm. 51).
- Participen en 86 missions de vol, participant en 6 combats no acreditant cap abatiment. No va arribar ni a incorporar-se al complet d'efectius, ni va reclamar cap abatiment.

Es crea el 26 d'octubre de 1943, a Alcalá de Henares. Donat el rumb que estava prenent el curs de la guerra, la 1a. Patrulla va travessar la frontera francesa amb especials mesures de seguretat i discreció (la 2a. Patrulla ho faria encara més d'incògnit), arribant a la base de Saint Jean d'Angely el 27 de novembre, on culminaria la seva instrucció un mes després. La 2a. Patrulla es va destinar a una altra base, Barjairac, començant la instrucció el 15 de gener i finalitzant-la el 6 de febrer de 1944.
El relleu per part de la 5a. Esquadrilla Blava es va fer efectiu el 23 de febrer de 1944 en l'aeròdrom de Bobruisk, on ja havien arribat la 1a. i 2a. Patrulles (la 3a. mai arribaria al capdavant). Ja no rebrien servei per part dels Dj. 52 d'enllaç, ja que el govern espanyol ja tenia presa la decisió de repatriar del front tots els voluntaris espanyols que combatien a Rússia. A més, a això havia d'agregar-se que la cada vegada més activa caça aliada suposava un seriós perill per a aquests lents aparells que portaven les insígnies de la Luftwaffe.
L'esquadrilla es va equipar amb Messerschmitt Bf 109G-6. Això va suposar un petit inconvenient als pilots i mecànics espanyols, que havien realitzat la instrucció a França amb Focke Wulf 190. Torna al juny, perdent a un pilot (Tt. Segurola). El curt període de permanència en el front no va permetre abatre cap aparell enemic i no obstant això va caldre suportar la pèrdua de dos Bf 109G-6, encara que no per causa de l'enemic.

## Victòries homologades
En parèntesis el detall de victòries aèries aconseguides amb Fw-190:
- Capità Gonzalo Hevia Álvarez de Quiñones: 12 (2 La-5; 2 Lagg 3; 1 Yak 9)
- Comandant Mariano Cuadra Medina: 10 (6 Lagg 3; 2 La-5; 1 IL-2)
- Tinent José Ramón Gavilán Ponce de León: 9
- Tinent Fernando Sánchez Arjona Courtoy: 9 (mort en accident 19/11/43) (5 La-5; 2 Lagg 3; 1 Pe-2)
- Comandant Ángel Salas Larrazábal: 7 (+ 16.33 en 1936-39)
- Alferes Vicente Aldecoa Lecanda: 7 (4 La-5; 2 Lagg 3)
- Tinent Damaso Arango López: 7 (4 IL-2; 2 La-5; 1 Lagg 3)
- Luis Azqueta Brunet: 6
- Bernardo Meneses Orozco: 6
- Manuel Sánchez-Tabernero de Prada: 6 (2 Lagg 3; 1 La-5;3 IL-2)
- Francisco Valiente Zárraga: 6 (3 La-5; 1 IL-2; 2 Douglas A-20 Boston)
- Lorenzo Lucas Fernández Peña: 6 (3 Lagg 3; 1 La-5; 2 IL-2)
- Antonio Aldós: 6
- Antonio Herrero Alós: 5
- Fernando Bengoa Cremades: 5
- José Mateos Recio: 5